# Mario Pecqueur

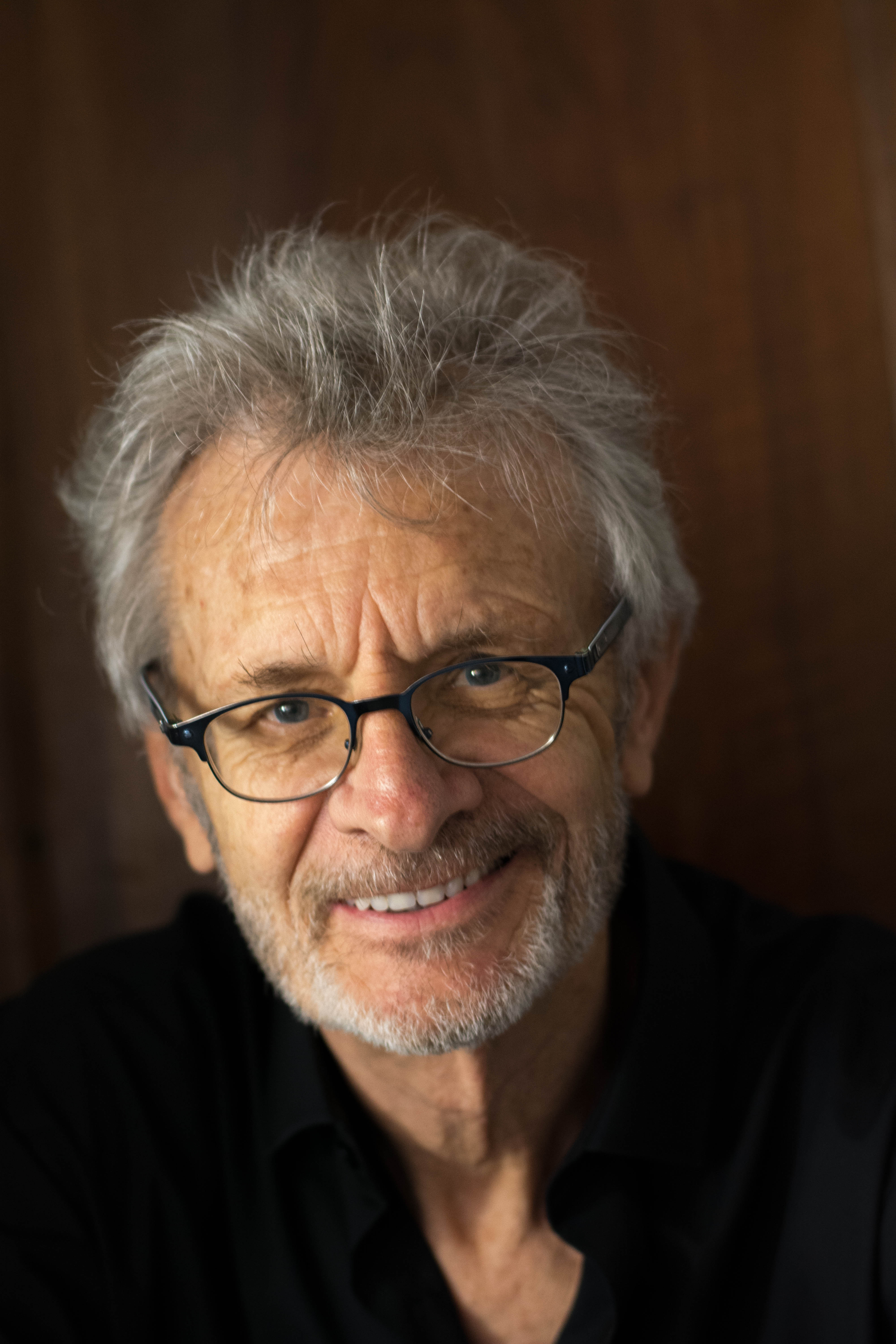
Mario Pecqueur (2013)

Mario Pecqueur (* 5. Juli 1946 in Rouen; † 6. Juli 2022 in Eaubonne) war ein französischer Schauspieler. Er ist vor allem für seine Rolle als Divisionsoffizier Blondel in der französischen Serie Les Cordier bekannt.
Er studierte in der Klasse von Jean Chevrin am Konservatorium von Rouen. Dort erhielt er den ersten „Prix de Comédie Moderne“. Später wurde er an der École de la rue Blanche aufgenommen. Nach den Ereignissen vom Mai 1968, Pecqueur beschloss, das Pariser Konservatorium nicht zu betreten, und stattdessen spielte er Molières Komödie  „Der Menschenfeind“ unter der Regie von Michel Vitold im Theater Vieux Colombier auf.
1969 trat er der TNP-Kompanie bei, um „Le Diable“ und „Bon Dieu“ von Jean-Paul Sartre unter der Regie von Georges Wilson aufzuführen.
Nachdem er an verschiedenen Theaterprojekten mitgewirkt hatte, schloss er sich der „Compagnie Llorca“ an, die ihn zuvor für die Rolle des Cassius in „Tête d’Or“ von Paul Claudel engagiert hatte. Mit dieser Theatergruppe wirkte er in 'Hamlet' und „Tausendundeiner Nacht von Cyrano“ mit. 1977 spielte er in „Une Aspirine pour Deux“ von Woody Allen unter der Regie von Francis Perrin.
1981 schuf er unter der Regie von André Villiers die erste französische Bühnenadaption von Reginald Roses „Douze Hommes en Colère“. 1991 spielte er Monsieur Brun in Marcel Pagnols „Trilogie Marseillaise“ unter der Regie von Jean-Luc Tardieu.
Nach mehr als 30 Stücken verließ er 1990 vorübergehend die Theaterschauspielerei, nachdem er Paul Lafargue in Das Recht auf Faulheit (Le droit à la paresse) gespielt hatte, und richtete seine Karriere auf Film und Fernsehserien.
1971 spielte er Courfeyrac in der Miniserie „Die Elenden“ (Les Miserables) von Marcel Bluwal, basierend auf dem Roman von Victor Hugo. Von 1987 bis 1991 spielte Pecqueur die Hauptrolle in der Fernsehserie Marc et Sophie, in der er den Rocker Chris Dener spielte. 1993–94 wirkte er in „Une Nounou pas comme les autres“ und „Une Nana Pas Comme Les Autres“ unter der Regie von Eric Civanyan mit. Er spielte 2002 in „Maigret et la Princesse“ unter der Regie von Laurent Heynemann und spielte dann in den Filmen „Le Clan Pasquier“ (2006) und „L'Abolition“ (2008), beide unter der Regie von Jean-Daniel Verhaeghe.
Insgesamt spielte Pecqueur in rund hundert Fernsehfilmen mit, ist aber vor allem für seine Rolle als Divisionsoffizier Blondel in den Fernsehserien „Les Cordier Juge et Flic“ von 1995 bis 2002 und „Commissaire Cordier“ von 2004 bis 2007 bekannt.
Im Kino trat er 1970 in Eselshaut (Peau d'Âne) von Jacques Demy und im selben Jahr in „La Liberté en Croupe“ von Edouard Molinaro auf. 1992 übertrug ihm Georges Lautner die Rolle des Ermittlungsrichters in „L'Inconnu dans la Maison“. Erwähnenswert ist, dass Pecqueur in diesem Film an der Seite von Jean-Paul Belmondo spielte, einem Schauspieler, von dem er beeinflusst wurde. Anschließend spielte er 2007 in Tage oder Stunden (Deux Jours à Tuer) unter der Regie von Jean Becker; Luc Bessons Malavita im Jahr 2012, wo sie Ludovic Bernard traf, der ihr 2016 eine Rolle im Film Der Aufstieg (L'Ascension) gab.